# DDR-Meisterschaften im Eisschnelllaufen 1980

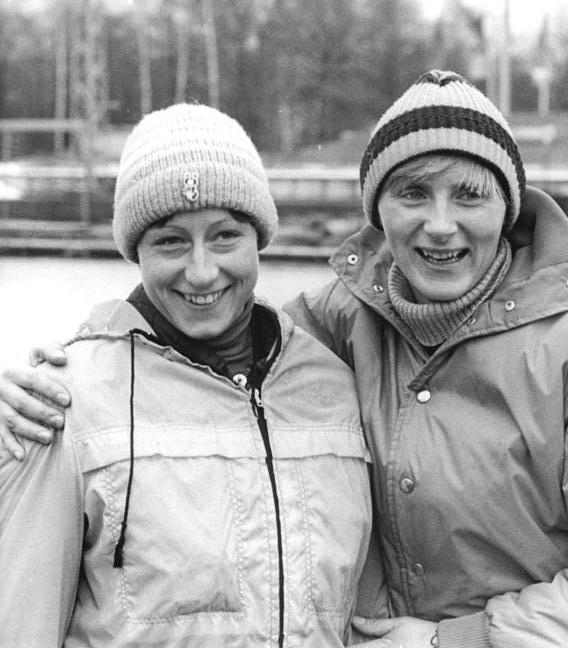
Christa Rothenburger (Meisterin über 500 m) und Sabine Becker (Meisterin über 1.500 m und 3.000 m)

Die DDR-Meisterschaften im Eisschnelllaufen 1980 fanden auf den Einzelstrecken im Karl-Marx-Städtischen Eisstadion im Küchwald statt. Meister im Sprint- und Großen-Mehrkampf wurden in diesem Jahr nicht ermittelt. Sabine Becker und Andreas Dietel beide vom SC Dynamo Berlin waren mit je zwei Titeln die erfolgreichsten Athleten bei den Meisterschaften.

## Meister
| Distanz       | Männer          | Verein           | Frauen               | Verein             |
| ------------- | --------------- | ---------------- | -------------------- | ------------------ |
| 500 Meter     | Steffen Doering | TSC Berlin       | Christa Rothenburger | SC Einheit Dresden |
| 1.000 Meter0  | Andreas Dietel  | SC Dynamo Berlin | Karin Enke           | SC Einheit Dresden |
| 1.500 Meter0  | Andreas Dietel  | SC Dynamo Berlin | Sabine Becker        | SC Dynamo Berlin   |
| 3.000 Meter0  |                 |                  | Sabine Becker        | SC Dynamo Berlin   |
| 5.000 Meter0  | Jürgen Warnicke | SC Dynamo Berlin |                      |                    |
| 10.000 Meter0 | Andreas Ehrig   | TSC Berlin       |                      |                    |

## Einzelstrecken-Meisterschaften
Datum: 12. – 15. Dezember 1979

### Männer

#### 500 Meter
| Pl. | Name              | Verein            | Zeit (s) |
| --- | ----------------- | ----------------- | -------- |
| 1   | Steffen Doering   | TSC Berlin        | 38,95    |
| 2   | Roland Vetter     | SC Turbine Erfurt | 39,13    |
| 3   | Harald Oehme      | TSC Berlin        | 39,27    |
| 4   | Andreas Dietel    | SC Dynamo Berlin  | 39,44    |
| 5   | Dieter Jander     | SC Turbine Erfurt | 39,45    |
| 5   | Matthias Weidhase | SC Turbine Erfurt | 39,45    |
| 5   | Andreas Ehrig     | TSC Berlin        | 39,45    |

#### 1.000 Meter

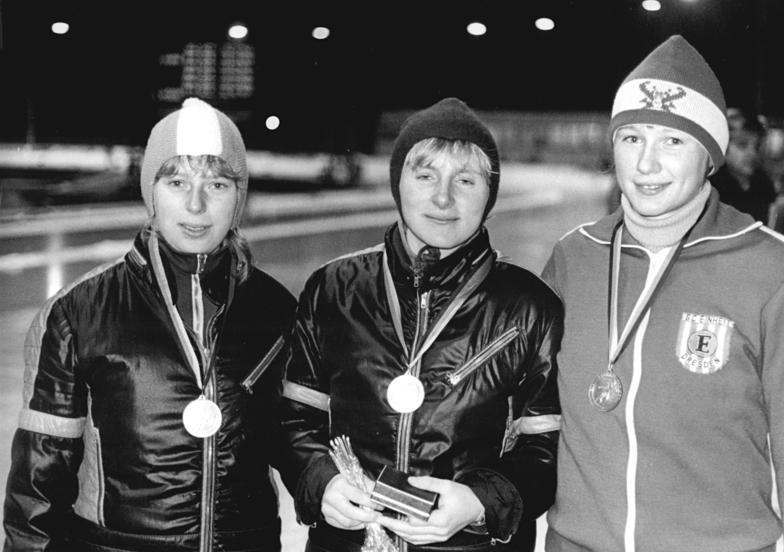
Sylvia Albrecht, Sabine Becker und Karin Enke nach der Siegerehrung über 1.500 m

| Pl. | Name            | Verein            | Zeit (min) |
| --- | --------------- | ----------------- | ---------- |
| 1   | Andreas Dietel  | SC Dynamo Berlin  | 1:18,14    |
| 2   | Roland Vetter   | SC Turbine Erfurt | 1:18,26    |
| 3   | Steffen Doering | TSC Berlin        | 1:19,50    |
| 4   | Andreas Ehrig   | TSC Berlin        | 1:19,76    |
| 5   | Jörg Mademann   | TSC Berlin        | 1:20,32    |
| 6   | Dieter Jander   | SC Turbine Erfurt | 1:20,67    |

#### 1.500 Meter

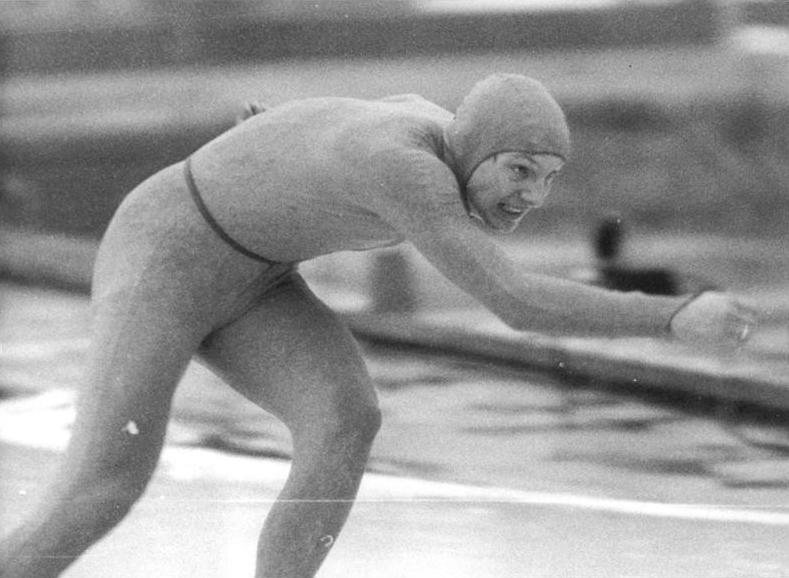
Andreas Dietel beim Sieg über 1.500 m

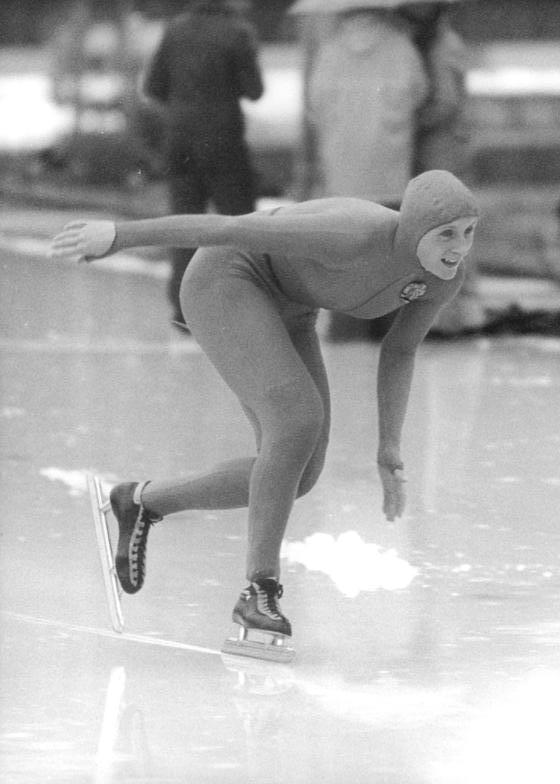
Sabine Becker beim Sieg über 3.000 m

| Pl. | Name                 | Verein           | Zeit (min) |
| --- | -------------------- | ---------------- | ---------- |
| 1   | Andreas Dietel       | SC Dynamo Berlin | 2:05,65    |
| 2   | Andreas Ehrig        | TSC Berlin       | 2:05,88    |
| 3   | Jörg Mademann        | TSC Berlin       | 2:06,84    |
| 4   | Frank-Rüdiger Handke | SC Dynamo Berlin | 2:08,80    |
| 5   | Hans-Jörg Mühle      | SC Dynamo Berlin | 2:10,89    |
| 6   | André Hoffmann       | SC Dynamo Berlin | 2:10,91    |

#### 5.000 Meter
| Pl. | Name            | Verein             | Zeit (min) |
| --- | --------------- | ------------------ | ---------- |
| 1   | Jürgen Warnicke | SC Dynamo Berlin   | 7:26,15    |
| 2   | Andreas Ehrig   | TSC Berlin         | 7:27,36    |
| 3   | Frank Nauschütz | SC Dynamo Berlin   | 7:32,50    |
| 4   | Uwe Sauerteig   | SC Turbine Erfurt  | 7:33,65    |
| 5   | André Hoffmann  | SC Dynamo Berlin   | 7:42,05    |
| 6   | André Fritzsche | SC Karl-Marx-Stadt | 7:42,35    |

#### 10.000 Meter
| Pl. | Name            | Verein             | Zeit (min) |
| --- | --------------- | ------------------ | ---------- |
| 1   | Andreas Ehrig   | TSC Berlin         | 15:44,90   |
| 2   | Jürgen Warnicke | SC Dynamo Berlin   | 15:58,79   |
| 3   | André Fritzsche | SC Karl-Marx-Stadt | 16:05,39   |
| 4   | Fischer         | SC Dynamo Berlin   | 16:24,18   |
| 5   | Uwe Sauerteig   | SC Turbine Erfurt  | 16:25,10   |
| 6   | Tassilo Duve    | SC Einheit Dresden | 16:40,98   |

### Frauen

#### 500 Meter
| Pl. | Name                 | Verein             | Zeit (s) |
| --- | -------------------- | ------------------ | -------- |
| 1   | Christa Rothenburger | SC Einheit Dresden | 41,55    |
| 2   | Petra Richter        | SC Karl-Marx-Stadt | 42,47    |
| 3   | Karin Enke           | SC Einheit Dresden | 42,78    |
| 4   | Skadi Walter         | SC Einheit Dresden | 42,86    |
| 5   | Cornelia Jacob       | TSC Berlin         | 42,95    |
| 5   | Sylvia Albrecht      | SC Dynamo Berlin   | 42,95    |

#### 1.000 Meter
| Pl. | Name                 | Verein             | Zeit (min) |
| --- | -------------------- | ------------------ | ---------- |
| 1   | Karin Enke           | SC Einheit Dresden | 1:26,15    |
| 2   | Christa Rothenburger | SC Einheit Dresden | 1:26,19    |
| 3   | Cornelia Jacob       | TSC Berlin         | 1:26,58    |
| 4   | Sabine Becker        | SC Dynamo Berlin   | 1:26,64    |
| 5   | Ines Pochert         | SC Einheit Dresden | 1:26,71    |
| 6   | Sylvia Albrecht      | SC Dynamo Berlin   | 1:26,98    |

#### 1.500 Meter
| Pl. | Name            | Verein             | Zeit (min) |
| --- | --------------- | ------------------ | ---------- |
| 1   | Sabine Becker   | SC Dynamo Berlin   | 2:12,56    |
| 2   | Karin Enke      | SC Einheit Dresden | 2:13,45    |
| 3   | Sylvia Albrecht | SC Dynamo Berlin   | 2:13,65    |
| 4   | Gabi Schönbrunn | SC Karl-Marx-Stadt | 2:14,23    |
| 5   | Marion Dittmann | SC Dynamo Berlin   | 2:15,78    |
| 6   | Birgit Czak     | SC Einheit Dresden | 2:16,18    |

#### 3.000 Meter
| Pl. | Name                | Verein             | Zeit (min) |
| --- | ------------------- | ------------------ | ---------- |
| 1   | Sabine Becker       | SC Dynamo Berlin   | 4:42,15    |
| 2   | Gabi Schönbrunn     | SC Karl-Marx-Stadt | 4:47,60    |
| 3   | Andrea Mitscherlich | SC Einheit Dresden | 4:48,43    |
| 4   | Ines Pochert        | SC Einheit Dresden | 4:49,70    |
| 5   | Karin Enke          | SC Einheit Dresden | 4:53,66    |
| 6   | Marion Dittmann     | SC Dynamo Berlin   | 4:55,46    |

## Medaillenspiegel
| Platz | Verein | Verein             | Gold | Silber | Bronze | Total |
| ----- | ------ | ------------------ | ---- | ------ | ------ | ----- |
| 1     |        | SC Dynamo Berlin   | 5    | 1      | 2      | 8     |
| 2     |        | TSC Berlin         | 2    | 2      | 4      | 8     |
| 3     |        | SC Einheit Dresden | 2    | 2      | 2      | 6     |
| 4     |        | SC Karl-Marx-Stadt | –    | 2      | 1      | 3     |
| 5     |        | SC Turbine Erfurt  | –    | 2      | –      | 2     |
|       | Total  | Total              | 9    | 9      | 9      | 27    |